# Sanok SN2
Sanok SN2 – oznaczenie tramwaju elektrycznego wytwarzanego w latach 1938–1939 w Zjednoczonych Fabrykach Maszyn, Kotłów i Wagonów L. Zieleniewski-Fitzner i Gamper, Spółka Akcyjna w Sanoku i eksploatowanego w Krakowie.

## Konstrukcja
Pojazdy SN2 były dwustronnymi i dwukierunkowymi wozami silnikowymi. 
Wagony posiadały spawaną konstrukcji pudła opartą na stalowej ramie. Podwozie wózkowe zastosowane w tramwaju było nazywane podwoziem ostojnicowym co oznaczało iż pojazd posiadał dwie osie osadzone w ramie. W wagonach zastosowano poprawiający elastyczność pojazdu i komfort jazdy system podwójnego odsprężynowania zarówno pudła od wózka jak i wózka od osi.
W pojeździe zastosowano dwa wolnoobrotowe, wentylowane silniki elektryczne o lekkiej konstrukcji (każdy o mocy 44 kW), rozrząd bezpośredni przy użyciu nastawników walcowych. Zastosowano koła szprychowe (10 szprych) o średnicy 750 mm. Zastosowano pantograf nożycowy.
Wnętrze wagonu składało się z jednego przedziału pasażerskiego. Drewniane siedzenia wewnątrz ułożone były wzdłuż ścian pojazdu (4 ławki). Dodatkowo było kilka pojedynczych, drewnianych krzeseł. Obniżone pomosty oddzielone zostały drewnianą, oszkloną w górnej części ścianą z przesuwnymi drzwiami. Od wewnątrz ściany były wyłożone drewnianą boazerią z jesionu. Wagon ogrzewany był czterema grzejnikami elektrycznymi na prąd świeży lub z odzysku. Sufit był biały wykonany z wyprofilowanej sklejki. Dach pojazdu był kryty papą izolacyjną i impregnowany płótnem żaglowym po czym kilkukrotnie malowany. 

## Wersje
W celach doświadczalnych, jeden z dostarczonych Krakowskiej Miejskiej Kolei Elektrycznej pojazdów, został wyposażony w koła elastyczne wyprodukowane przez Fabrykę Lokomotyw w Chrzanowie, według systemu szwedzkiej firmy SAB. Wagon ten spotkał się w Krakowie z pozytywnymi ocenami. Uważano, że bieg wozu jest cichy i spokojny jak na ówczesne standardy. Koła tego typu zastosowano w Krakowie dopiero w zakupionych w 1969 roku w tramwajach typu 102N.

## Wagon doczepny PN2
Oprócz wagonów silnikowych fabryka produkowała także serię doczep PN2.

### Eksploatacja
Wraz z rozwojem i powiększaniem się Krakowa w okresie dwudziestolecia międzywojennego zwiększała się sukcesywnie liczba osób korzystających z komunikacji zbiorowej. Koniecznym stało się zarówno powiększanie i zagęszczanie tras tramwajowych jak również modernizacja i powiększanie taboru. Rada miejska zauważając rosnące potrzeby powołała specjalną komisję składającą się z członków Rady Miejskiej, Rady Nadzorczej i Dyrekcji Krakowskiej Miejskiej Kolei Elektrycznej. Zadaniem komisji było przygotowanie planu rozwoju komunikacji. Komisja opracowała 10 letni plan inwestycyjny, którego pełną realizację zatrzymała II wojna światowa.
W ramach realizacji planu Krakowska Miejska Kolej Elektryczna S.A. zawarła umowę z „Sanowagiem”, który rok później stał się częścią ogromnego na ówczesną skalę zrzeszenia noszącego nazwę „Zjednoczone Fabryki Maszyn, Kotłów i Wagonów L. Zieleniewski-Fitzner i Gamper, Spółka Akcyjna”. Umowa obejmowała dostarczenie 18 wagonów silnikowych i 10 wagonów doczepnych. Wagonom nadano nazwę SN2 nawiązując do produkowanego także w Sanwagu pojazdu SN1. Pojazdom sprowadzonym do Krakowa nadano numery 71–88.
Oparty na założeniach planu rozwój sieci tras tramwajowych wymagał dodatkowego taboru. Początkowo niewielkie potrzeby taborowe zaspokajano drogą przebudowy i modernizacji prowadzonej we własnych warsztatach. Intensywny wzrost tras tramwajowych wymagał zakupu nowego taboru. Postanowiono całą dostawę wagonów silnikowych i przyczep oprzeć na produkcji krajowej. Wybrano Sanocką Fabrykę Wagonów „Sanowag”, która w 1928 roku stała się częścią składową dużego zrzeszenia metalowego pod nazwą „Zjednoczone Fabryki Maszyn, Kotłów i Wagonów L. Zieleniewski-Fitzner i Gamper, Spółka Akcyjna”. Zamówienie dostarczano do Krakowa między grudniem 1938 roku a majem 1939 roku. Były one eksploatowane w ruchu pasażerskim do 1976 roku (ostatnie na linii „21” Dworzec Towarowy–Salwator). Większość z taboru została zezłomowana, kilka zostało zmodyfikowanych do celów gospodarczych, natomiast dwa zostały zachowane do celów późniejszej rekonstrukcji. 
Wagon SN2 nr 87 udało się zrekonstruować w latach 1989–1991 w Miejskim Zakładzie Naprawy Tramwajów w Krakowie, natomiast wagon doczepny PN2 nr 530 w tym samym zakładzie zrekonstruowano w 1992 roku. W 2009 roku dołączyła do nich jeszcze jedna doczepa o numerze 524. Wagony są częścią ekspozycji w Muzeum Inżynierii Miejskiej w Krakowie oraz używane są jako pojazdy Krakowskiej Linii Muzealnej.